# エイミー・グッドマン

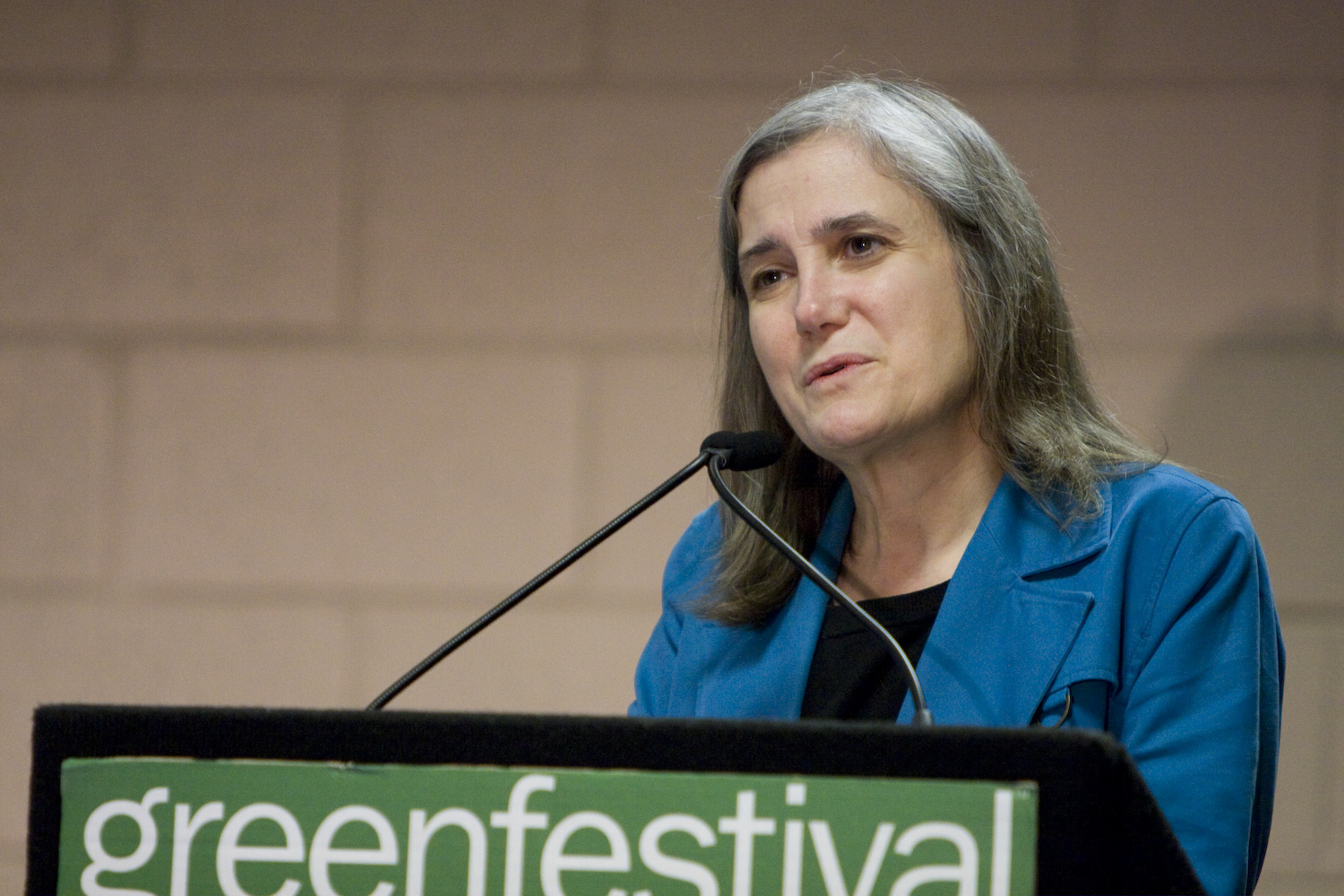
エイミー・グッドマン（2010年5月22日）

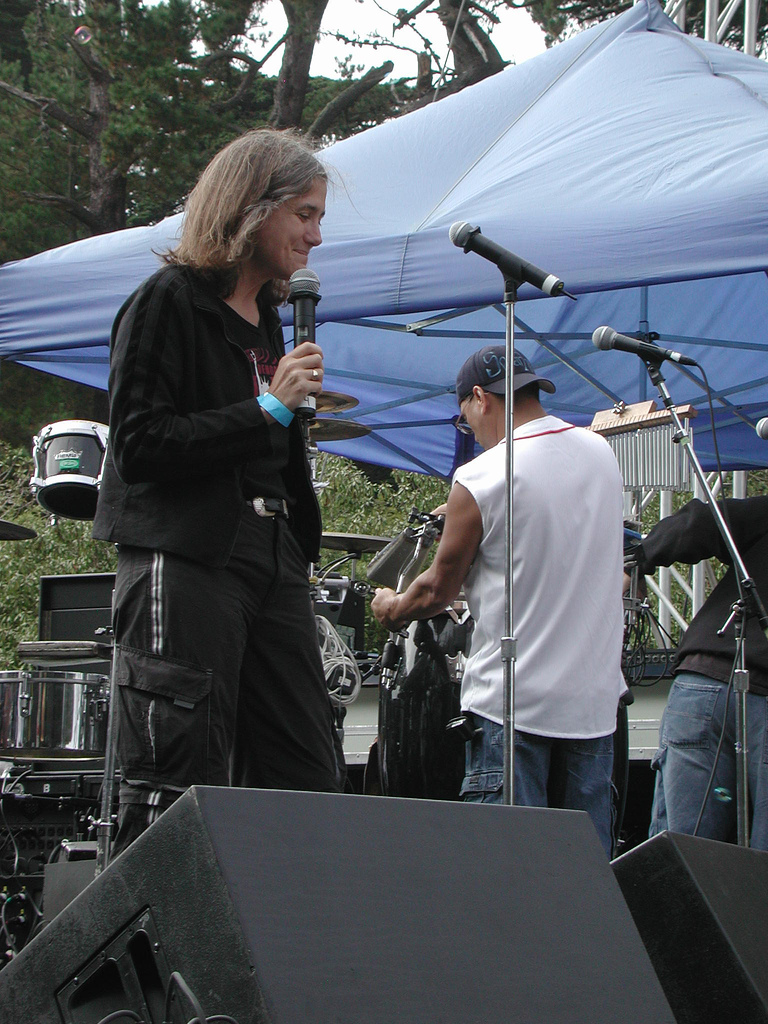
エイミー・グッドマン（2004年9月11日）

エイミー・グッドマン（Amy Goodman, 1957年4月13日 - ）は、アメリカ合衆国のジャーナリスト、コラムニスト、作家。
平和と人権運動についての報道と、独立系メディアに対する支持活動で知られる。東ティモールや、ナイジェリアでの人権侵害について調査報道が特に評価されている。ジャーナリストとして初めて環境保護や人権活動に貢献した者に贈られるライト・ライブリフッド賞を受賞した。
グッドマンは、パシフィカ・ラジオにてニュース・ディレクターを10年以上務めた後、1996年にラジオ番組「デモクラシー・ナウ!戦争と平和レポート」を共同創立者として立ち上げた。

## 経歴
ニューヨーク州ベイショアで眼科医の父と教師の母の長女（四人兄弟の二番目）として生まれる。ユダヤ教超正統派のラビを先祖にもつ一族だが、活動家でもある両親のもとで自由に育つ。ラドクリフ女子大学（現ハーバード大学)の人類学部を1984年に卒業後、引っ越したニューヨークで独立系ラジオ局WBAIを知り、熱心なリスナーになる。ドキュメンタリービデオ制作のクラスを受講後、WBAIのボランティアスタッフを数年務めたあと、同局のニュース・ディレクターに就任する。
1991年11月12日、東ティモールの独立運動を取材していたグッドマンと、仲間のジャーナリストであるアラン・ネアンは、サンタクルス事件（インドネシア軍による東ティモール人の虐殺事件）に遭遇し、軍隊より激しく攻撃を受けた。グッドマンらは一命を取り留めたものの、自分たちと1975年に東ティモールで殺されたオーストラリア人ジャーナリストたちとの運命を分けた唯一のものはアメリカのパスポートではないかと思ったという。アメリカは、当時インドネシアの軍隊を支援しており、その後も1993年までインドネシアへの支援を続けた。
1998年、グッドマンとジャーナリストのジェレミー・スケイヒルは、石油会社シェブロンがナイジェリアの軍隊と村人たちとの対立において演じた役割を示したドキュメンタリー"Drilling and Killing: Chevron and Nigeria's Oil Dictatorship"を制作し、ロングアイランド大学のジャーナリズム賞を受賞。
2008年、ミネソタ州セントポールでの共和党大会において、反戦抗議運動を取材していた「デモクラシー・ナウ!」のジャーナリスト数名が逮捕され、これに引き続き彼らの釈放を求めていたグッドマンも騒乱罪の疑いで逮捕された。逮捕の様子はビデオにおさめられ、違法な逮捕であり、表現の自由に対する抑圧であると批判が起こった。

## 著作
- The Exception to the Rulers: Exposing Oily Politicians, War Profiteers, and the Media That Love Them 2004年。(ISBN 1-4013-0799-X)
- Static: Government Liars, Media Cheerleaders, and the People who Fight Back 2006年。(ISBN 1-4013-0293-9)
- Standing up to the Madness: Ordinary Heroes in Extraordinary Times 2008年。(ISBN 1-4013-2288-3)
- Breaking the Sound Barrier 2009年。(ISBN 978-1-931859-99-8)
- The Silenced Majority: Stories of Uprisings, Occupations, Resistance, and Hope　2012年。 (ISBN 1-6084-6231-5)
- Democracy Now!: Twenty Years Covering the Movements Changing America  (ISBN 978-1501123580)

## エイミー・グッドマンが出演した映像作品
- 『スライヴ THRIVE』 2011年のアメリカ映画

## 脚註
1. ↑  Right Livelihood Award: 2008 - Amy Goodman
2. ↑  Massacre The story of East timor - Democracycy NOW!
3. ↑  Drilling and Killing
4. ↑  Amy Goodman Arrested at RNC - Youtube